# RB Bhe 2/4
Die ersten drei elektrischen Zahnrad-Triebwagen Bhe 2/4 der Rigi-Bahnen (RB) wurden 1937 von der damaligen Vitznau-Rigi-Bahn (VRB) beschafft, weil die Strecke mit 1500 Volt Gleichstrom elektrifiziert wurde. Wegen hohem Transportbedarf wurde ein vierter Wagen notwendig. Dieser konnte aber aufgrund der hohen Kosten erst 1953 beschafft werden.

## Wagenkasten
Im Wagenkasten gibt es ein grosses Passagierabteil 2. Klasse – daher der Buchstabe «B» – und zwei Vorräume, die acht Klappsitze, den Führerstand und die Einstiegsplattform beinhalten. Die zwei Einstiegstüren existieren ausschliesslich auf der zum Vierwaldstättersee hin gewandten Seite. Jeder Triebwagen kann einen Vorstellwagen schieben. 1980 erhielt der Triebwagen zwei Skiständer für den Sportpendelbetrieb und 1987 wurde er saniert.

## Technik
Das zweiachsige Triebdrehgestell mit den zwei Motoren und den Bremsen ist bergseitig. Das talseitige Laufdrehgestell ist ebenfalls zweiachsig. Die Buchstabenfolge «he» bedeutet, dass es sich um ein reines elektrisches Zahnradfahrzeug handelt.

## Ausrangierung
Nach Abschiedsfahrten am 6. März 2022 wurde der Motorwagen Nr. 3 am 7. März 2022 mit einem Kilometerstand von 1'008'791 km als erster ausser Betrieb genommen und abgestellt. Er wurde am 18. Juli 2022 abtransportiert und im Naturpark auf dem Firmengelände der Christen AG aufgestellt.
Der Motorwagen Nr. 4 wurde am 11. April 2022 mit einem Kilometerstand von 839'871 km abgestellt und am 10. Juli 2022 abtransportiert. Er wird in Kottwil beim Eventlokal Alpengarten aufgestellt.